# Gobernador regional de Chile

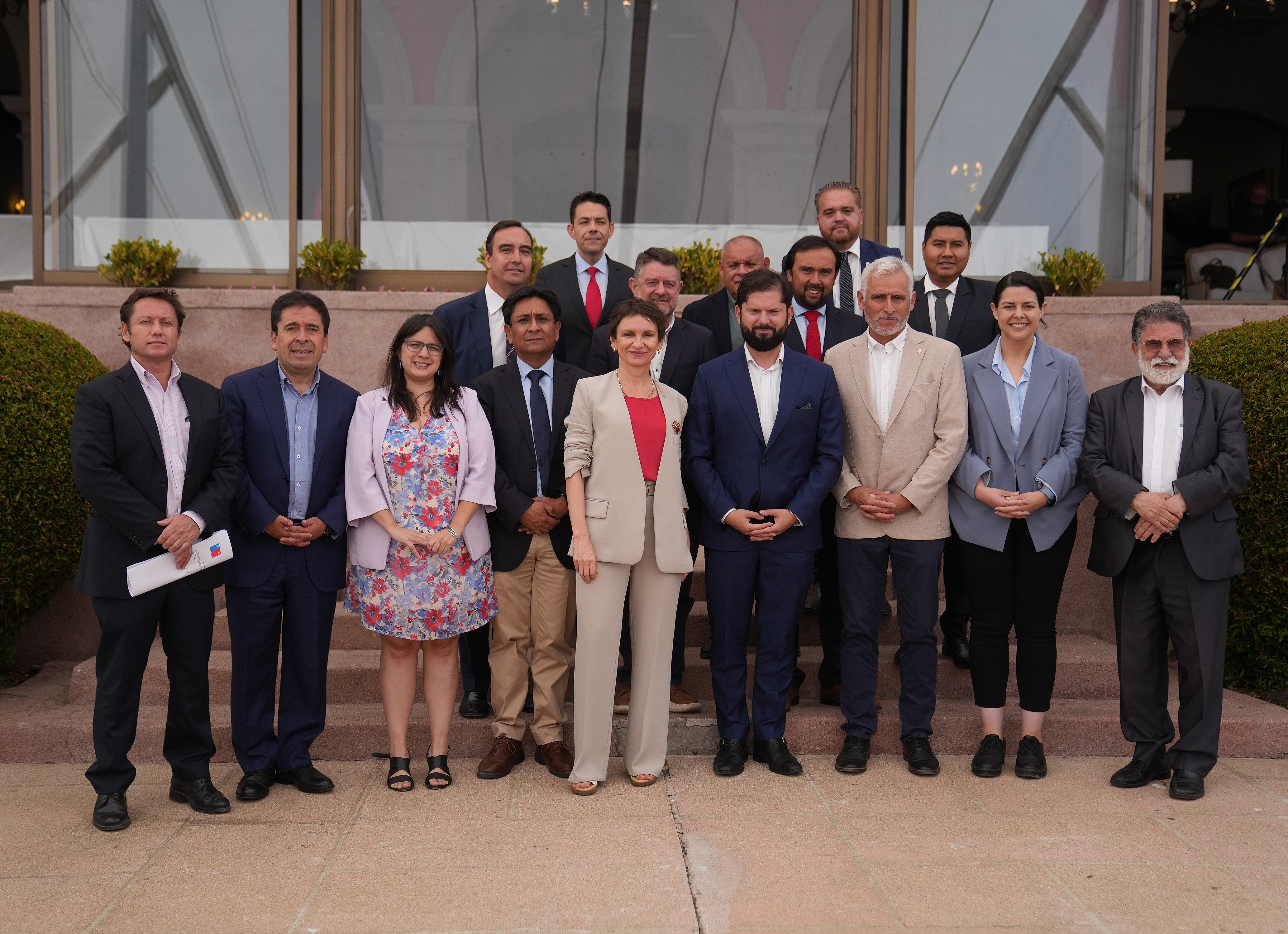
El presidente Gabriel Boric junto a gobernadores regionales de Chile en una reunión en Cerro Castillo (2025).

El gobernador regional es, desde el 14 de julio de 2021, el órgano ejecutivo del gobierno regional –en el cual reside la administración superior de cada una de las 16 regiones en que se divide Chile–, correspondiéndole presidir el consejo regional y ejercer las funciones y atribuciones que la ley orgánica constitucional determine, en coordinación con los demás órganos y servicios públicos creados para el cumplimiento de la función administrativa. Asimismo, le corresponde la coordinación, supervigilancia o fiscalización de los servicios públicos que dependan o se relacionen con el gobierno regional. Sin embargo, su figura no será un inmediato ni natural representante del Presidente de la República en cada región, a diferencia del extinto intendente regional; para tal representación la ley 20.990 crea el cargo de Delegado Presidencial Regional.

## Historia
Fue creado por una reforma constitucional del año 2017, que dispuso la elección popular del órgano ejecutivo del gobierno regional. Cada gobernador regional será elegido por sufragio universal en votación directa. La primera elección de gobernadores regionales está prevista para los días 15 y 16 de mayo de 2021 (de acuerdo a la Ley N.º 21.317), en conjunto a las elecciones municipales. Durarán en el ejercicio de sus funciones por el término de cuatro años, pudiendo ser reelegidos consecutivamente sólo para el período inmediatamente siguiente.

## Atribuciones y competencias
Entre las labores que deberá cumplir, un gobernador regional se encuentran las siguientes:
- Asumir como Jefe de Servicio del Gobierno Regional (siendo representante judicial, nombramiento de funcionarios, etc).
- Tendrá competencias normativas, siendo la más relevante la de solicitar al Gobierno Central que le transfiera competencias radicadas en ministerios y servicios públicos, a su Gobierno Regional.
- Tendrá las atribuciones para planificar, como la política regional de desarrollo o el plan regional de ordenamiento territorial; otra labor de la que se deberá encargar es la del presupuesto regional.
- Tendrá que coordinar, supervigilar y fiscalizar a los servicios públicos que en el futuro puedan crearse, y que dependan o se relacionen con el Gobierno Regional.
- Ejercer la presidencia del consejo regional.

## Lista de gobernadores regionales
| Gobernadores(as) regionales       | Gobernadores(as) regionales | Gobernadores(as) regionales     | Gobernadores(as) regionales | Gobernadores(as) regionales | Gobernadores(as) regionales | Gobernadores(as) regionales | Gobernadores(as) regionales  |
| Región                            | Titular                     | Titular                         | Partido político            | Partido político            | Coalición                   | Coalición                   | Período                      |
| --------------------------------- | --------------------------- | ------------------------------- | --------------------------- | --------------------------- | --------------------------- | --------------------------- | ---------------------------- |
| Arica y Parinacota                |                             | Diego Paco Mamani               |                             | RN                          |                             | Chile Vamos                 | Desde el 6 de enero de 2025  |
| Tarapacá                          |                             | José Miguel Carvajal Gallardo   |                             | Ind.                        |                             | Por Chile y sus Regiones    | Desde el 14 de julio de 2021 |
| Antofagasta                       |                             | Ricardo Díaz Cortés             |                             | Ind.                        |                             | Por Chile y sus Regiones    | Desde el 14 de julio de 2021 |
| Atacama                           |                             | Miguel Vargas Correa            |                             | Ind.                        |                             | Por Chile y sus Regiones    | Desde el 14 de julio de 2021 |
| Coquimbo                          |                             | Cristóbal Juliá de la Vega      |                             | Ind.                        |                             | Chile Vamos                 | Desde el 6 de enero de 2025  |
| Valparaíso                        |                             | Rodrigo Mundaca Cabrera         |                             | Ind.                        |                             | Por Chile y sus Regiones    | Desde el 14 de julio de 2021 |
| Metropolitana                     |                             | Claudio Orrego Larraín          |                             | Ind.                        | Ind.                        | Ind.                        | Desde el 14 de julio de 2021 |
| O'Higgins                         |                             | Pablo Silva Amaya               |                             | PS                          |                             | Por Chile y sus Regiones    | Desde el 14 de julio de 2021 |
| Maule                             |                             | Pedro Álvarez-Salamanca Ramírez |                             | UDI                         |                             | Chile Vamos                 | Desde el 6 de enero de 2025  |
| Ñuble                             |                             | Óscar Crisóstomo Llanos         |                             | PS                          |                             | Por Chile y sus Regiones    | Desde el 14 de julio de 2021 |
| Biobío                            |                             | Sergio Giacaman García          |                             | Ind.                        |                             | Chile Vamos                 | Desde el 6 de enero de 2025  |
| La Araucanía                      |                             | René Saffirio Espinoza          |                             | Ind.                        | Ind.                        | Ind.                        | Desde el 6 de enero de 2025  |
| Los Ríos                          |                             | Luis Cuvertino Gómez            |                             | PS                          |                             | Por Chile y sus Regiones    | Desde el 14 de julio de 2021 |
| Los Lagos                         |                             | Alejandro Santana Tirachini     |                             | RN                          |                             | Chile Vamos                 | Desde el 6 de enero de 2025  |
| Aysén                             |                             | Marcelo Santana Vargas          |                             | UDI                         |                             | Chile Vamos                 | Desde el 6 de enero de 2025  |
| Magallanes y la Antártica Chilena |                             | Jorge Flies Añón                |                             | PR                          |                             | Tu Región Radical           | Desde el 14 de julio de 2021 |

## Elección
Será electo el candidato a gobernador regional que obtuviere la mayoría de los sufragios válidamente emitidos y siempre que dicha mayoría sea equivalente, al menos, al cuarenta por ciento de los votos válidamente emitidos, en conformidad a lo que disponga la ley orgánica constitucional respectiva. 
Si a la elección del gobernador regional se presentaran más de dos candidatos y ninguno de ellos obtuviere al menos cuarenta por ciento de los sufragios válidamente emitidos, se procederá a una segunda votación que se circunscribirá a los candidatos que hayan obtenido las dos más altas mayorías relativas y en ella resultará electo aquel de los candidatos que obtenga el mayor número de sufragios. Esta nueva votación se verificará en la forma que determine la ley.